# Bagodares griseocostaria
Bagodares griseocostaria là một loài bướm đêm trong họ Geometridae.